# Provinz Gisenyi

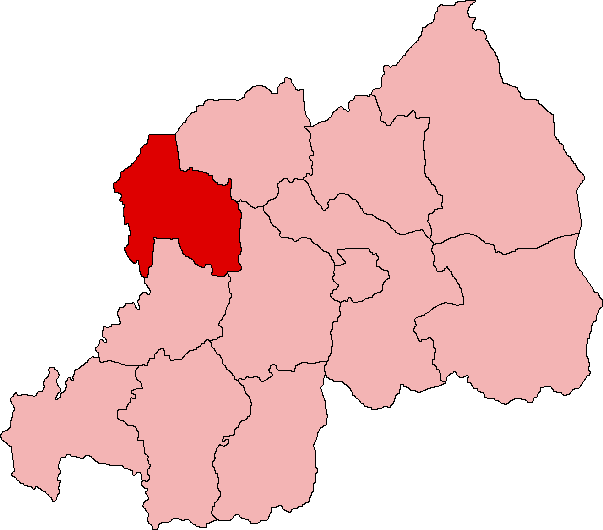
Lage der ehemaligen Provinz Gisenyi in Ruanda

Die Provinz Gisenyi war eine von zwölf Provinzen der ehemaligen Verwaltungsgliederung Ruandas. Im Januar 2006 wurden diese in eine kleinere Anzahl neuer Provinzen eingeteilt, um ethnisch vielfältigere Verwaltungsgebiete zu schaffen. Die Provinz Gisenyi befand sich im Westen Ruandas an der Nordostseite des Kiwusees und an der Grenze zur Demokratischen Republik Kongo. Nachbarprovinzen waren im Nordosten Ruhengeri, im Südosten Gitarama und im Süden Kibuye. Provinzhauptstadt war die Stadt Gisenyi, die heute zur Westprovinz gehört.
Die Provinz unterteilte sich in die folgenden zehn Distrikte:
1. Gisenyi
2. Cyanzarwe
3. Mutura
4. Gasiza
5. Kageyo
6. Nyagisagara
7. Gaseke
8. Kayove
9. Kanama
10. Nyamyumba